# Reinaldo de Barros
Reynaldo Emídio de Barros (São Paulo, 14 de mayo de 1931 - São Paulo, 11 de febrero del 2011) fue un ingeniero y político brasileño. Ocupó la alcaldía de São Paulo entre 1979 y 1982 durante la dictadura militar habiendo sido nombrado por el gobernador Paulo Maluf.
Formado en la Escuela Politécnica de la Universidad de São Paulo, en 1979 fue nombrado por el entonces gobernador del estado de São Paulo, Paulo Maluf, como alcalde de la capital estadual. Renunció al cargo en 1982 para presentarse como candidato al gobierno estadual perdiendo la elección frente a André Franco Montoro. En 1986 acompañó en la fórmula, como vicegobernador, a Paulo Maluf pero tampoco lograron ser elegidos.
Fue Secretario de Obras y Vías Públicas durante la segunda gestión de Jânio Quadros como alcalde de São Paulo. Mantuvo ese cargo a lo largo de toda la segunda gestión como alcalde de Paulo Maluf (1993-1996) y el inicio de la de Celso Pitta entre 1997 a 1998.
Falleció el 11 de febrero de 2011 en el Hospital Sírio-Libanés.